# Sophronica bipuncticollis
Sophronica bipuncticollis är en skalbaggsart som beskrevs av Stefan von Breuning 1959. Sophronica bipuncticollis ingår i släktet Sophronica och familjen långhorningar. Inga underarter finns listade i Catalogue of Life.